# Dan Totheroh
Webster Daniel Totheroh (22 de julio de 1894-3 de diciembre de 1976), más conocido como Dan Totheroh fue un autor, dramaturgo y guionista estadounidense.

## Biografía
Dan Totheroh nació en Oakland, California y se crio principalmente en el condado de Marin, y se graduó de la escuela secundaria San Rafael en 1914. Comenzó a escribir obras de teatro en la escuela secundaria y disfrutó de un éxito temprano cuando su primera obra estuvo de gira por los pueblos de los alrededores.
Fue reclutado para la Primera Guerra Mundial, lo que frustró sus sueños de una carrera como actor. En la década de 1920, Totheroh comenzó a escribir obras de teatro profesionalmente e inicialmente luchó para ganarse la vida. Finalmente encontró el éxito y varias de sus obras fueron producidas en el escenario de Nueva York.
Algunas de sus obras más famosas incluyen sus colaboraciones en los guiones de El diablo y Daniel Webster y El conde de Montecristo .
Su carrera terminó a fines de la década de 1940 y murió en 1976, a la edad de 82 años.

## Filmografía
- Zoológico de Budapest (1933)
- Dos solos (1934)
- El conde de Montecristo (1934)
- Polvo amarillo (1936)
- El diablo y Daniel Webster (1941)